# Тадеуш Фідлер
Тадеуш Фідлер (пол. Tadeusz Fiedler; 1858 — 1933) — польський учений, професор теорії теплотехнічного машинобудування, який двічі був ректором Львівської Вищої політехнічної школи у 1902—1903, 1911—1912 роках.

## Життєпис
Народився 1858 року в Сяноку.
У 1876 році закінчив Львівську реальну школу. Навчався на хімічному відділі Політехніки, згодом закінчив механічний відділ. Асистент кафедри механічних технологій.
З 1883 року — інженер-механік австрійського морського флоту.
У 1892 році запрошений на посаду професора в Політехніку.
З 1894 року — керівник кафедри теорії і будови машин у Берліні (де перед тим пройшов математичний курс).
У 1896—1897 навчальному році — декан.
У 1898 році заснував Механічно-дослідну станцію, якою керував 25 років.
У 1907 р. організував калориметричну лабораторію (остання згодом стала основою майбутньої машинобудівної лабораторії), яку опоряджував із 1913 по 1925 рік.
Двічі обирався ректором Вищої політехнічної школи (зараз Національний університет «Львівська політехніка»), а саме у 1902—1903, 1911—1912 роках. Почесний професор Львівської політехніки.
Професор Фідлер був одним із піонерів будівництва новітніх наукових лабораторій та закладів.
Автор численних наукових публікацій, підручників. Член багатьох наукових товариств; редагував «Czasopismo Techniczne». У 1928 р. отримав титул професора почесного. Був прекрасним лектором, громадським діячем.
Помер у Мосьцицях у 1933 році. Похований на Старому цвинтарі у місті Тарнів.

## Наукова діяльність
У 1876 р. був зарахований на хімічний факультет Львівської політехніки, де навчався два роки, а пізніше перевівся на механічний факультет, який закінчив за два роки. Після закінчення Львівської політехніки працював асистентом. Від 1883 р. — інженер — механік австрійського Військового-морського флоту. У 1892 р. був запрошений на посаду професора Львівської політехніки, стажується у Берліні. У 1898 році створив у Львівській політехніці науково-дослідну станцію механіки. У ці роки він читав більшість курсів кафедри, зокрема «Термодинаміка», «Теорія газових двигунів» тощо. У 1909 р. під його керівництвом була створена калориметрична лабораторія. У 1913 р. професор Т. Фідлер був ініціатором будівництва механічного (тепер 10-го навчального) корпусу. Під час першої світової війни ці роботи були припинені і закінчені тільки у 1925 р.
У 1929 р. вийшов на пенсію, а завідувачем кафедрою тимчасово став професор Роман Віткевич, який фактично керував кафедрою до 1934 р.